# 3322 Lidiya
3322 Lidiya è un asteroide della fascia principale. Scoperto nel 1975, presenta un'orbita caratterizzata da un semiasse maggiore pari a 2,3930415 UA e da un'eccentricità di 0,2156311, inclinata di 23,47947° rispetto all'eclittica.